# 查达烽火台
查达烽火台，位于中国青海省贵德县河东乡查达村，为青海省市县级文物保护单位，公布日期为2001年2月19日，类型为古遗址。
查达烽火台的历史年代为西汉。